# Cantón de Ébreuil
El cantón de Ébreuil era una división administrativa francesa que estaba situada en el departamento de Allier y la región de Auvernia.

## Composición
El cantón estaba formado por catorce comunas:
- Bellenaves
- Chirat-l'Église
- Chouvigny
- Coutansouze
- Ébreuil
- Échassières
- Lalizolle
- Louroux-de-Bouble
- Nades
- Naves
- Sussat
- Valignat
- Veauce
- Vicq

## Supresión del cantón de Ébreuil
En aplicación del Decreto n.º 2014-265, de 27 de febrero de 2014, el cantón de Ébreuil fue suprimido el 22 de marzo de 2015 y sus 14 comunas pasaron a formar parte del nuevo cantón de Gannat.